# Pablo Álvarez Vera
Pablo Federico Álvarez Vera (San Juan de la Frontera, 30 de setembre de 1986) és un jugador d'hoquei sobre patins argentí, que des del 2022 juga de davanter a la secció d'hoquei sobre patins de l'Sport Lisboa e Benfica.
S'inicià de ben jove en aquest esport a les files de l'Olímpia Patín Club de la seva San Juan de la Frontera natal. L'any següent va rebre la trucada de l'HC Liceo per fitxar per l'equip gallec, entitat esportiva en la qual hi va jugar fins a la temporada 2010/11. Va aconseguir ser el màxim golejador de la Lliga espanyola (43 gols) durant temporada 2009/10, precisament la mateixa que va coronar el club on jugava com a campió de la Copa de la CERS. També va guanyar la Copa d'Europa d'hoquei patins de 2010/11, sent designat millor jugador de la competició. A més, a la lliga espanyola, també va ser escollit el jugador més valuós de la jornada de les estrelles de la temporada 2010/11.
Com a davanter del FC Barcelona va aconseguir, la temporada 2013/14, ser el màxim golejador de la lliga espanyola de tots els temps, amb 56 gols, dues dianes més que la marca establerta la temporada 2004/05 pel també blaugrana Alberto Borregán. El desembre de 2021, després de 10 anys a les files del club blaugrana, va decidir no acceptar la proposta de renovació del club i es va incorporar a principi d'any al club portuguès de l'SL Benfica.
Jugador fix de la selecció argentina, va disputar el Campionat del Món «A» de 2005, a San José (Califòrnia), on va quedar subcampió; el de 2007, a Montreux (Suïssa), on van quedar tercer; el de 2009, a Vigo (Galícia), on va perdre la final contra Espanya i el de 2011, a San Juan de la Frontera, on va tornar a quedar subcampió.

## Palmarès

### HC Liceo
- 1 Copa d'Europa (2010/11)
- 1 Copa de la CERS (2009/10)

### FC Barcelona
- 3 Copes d'Europa (2013/14, 2014/15, 2017/18)
- 6 Supercopes espanyoles (2011/12, 2012/13, 2013/14, 2014-15, 2015-16, 2017-18)
- 7 OK Lligues / Lligues espanyoles (2011/12, 2013/14, 2014/15, 2015/16, 2016/17, 2017/18 i 2018/19)
- 5 Copa del Rei / Copa espanyola (2012, 2016, 2017, 2018, 2019)

### Selecció argentina
- 1 Campionat del Món sub-20 (2005)